# Servitude (droit foncier)
Pour les articles homonymes, voir Servitude.
En droit, une servitude, ou service foncier, est l'obligation pour le propriétaire d'un terrain de tolérer ou de s'abstenir de faire quelque chose à l'avantage d'un autre terrain (mais jamais l'obligation de faire quelque chose). Il s'agit d'un concept remontant au droit romain.
Dans l'Ancien droit, il existait des services qui étaient « personnels », c'est-à-dire qui obligeaient quelqu'un personnellement plutôt que son terrain. Ce type de servitude est devenu une obligation.

## Généralités

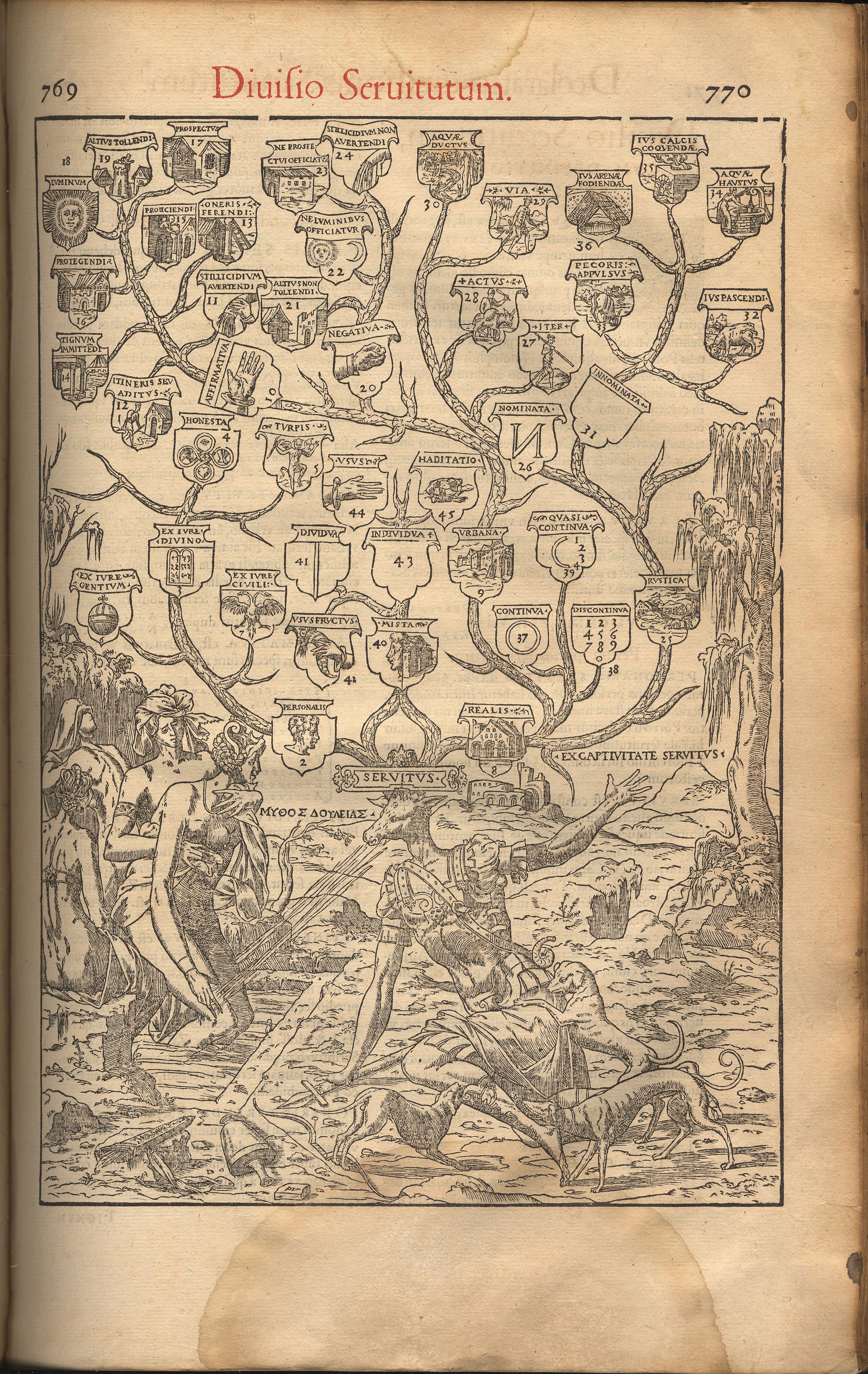
Arbor servitutum - Arbre des servitudes de Pierre Eskrich, vers 1548-1550. Issu du Corpus juris civilis, publiée par les frères Senneton.

Lorsque l'emprise de la population sur les territoires s'agrandît, la nature des différents terrains qu'elle occupait lui imposa les premières servitudes ; les familles se rapprochant, elles formèrent des hameaux, puis des villages, puis des villes, et ces rapprochements donnèrent naturellement lieu à des rapports de voisinage, d'où naquirent les servitudes conventionnelles. Par les échanges qu'elles faisaient avec leurs voisins, ces peuplades naissantes comprirent, les avantages de la culture et de la propriété, les anciens de la tribu durent délimiter la propriété par des bornes ; et, pour conserver autant que possible l'égalité dans les partages, qui avaient lieu, ex aequo et bono (sans aucune forme de procédure ni d'enregistrement) ces mêmes chefs de tribu accordèrent à ceux dont le terrain était privé d'eau la faculté d'en venir puiser dans le terrain voisin, plus favorisé par la nature. Ces colonies naissantes, venant à se développer, reconnurent bientôt l'utilité du tracé et de la conservation des routes, la nécessité de laisser un passage libre sur le long des cours d'eau, de déterminer l'espace qui devait exister entre certaines constructions, pour éviter les inconvénients qui pourraient résulter de leur voisinage: de là les servitudes légales. Une chose est considérée comme libre lorsque le propriétaire a seul droit à toute l'utilité qu'elle est susceptible de procurer ; elle est au contraire « esclave », lorsque le droit du propriétaire est restreint, soit parce qu'un tiers peut prendre une partie de l'utilité que fournit cette chose, soit parce qu'il peut empêcher le propriétaire d'en disposer d'une certaine manière. Le tiers est dit alors avoir un droit de servitude.
C'est en faveur de l'agriculture qu'ont été établis les premiers iura praediorum qui n'avaient pour but que de rendre plus facile et plus productive la culture des champs. Ce n'est que plus tard et probablement à la suite de beaucoup de difficultés que des servitudes furent créées en faveur des bâtiments. Les Romains, peuple essentiellement agricole considérèrent toujours comme d'un ordre supérieur les servitudes destinées à favoriser l'agriculture, ils les distinguèrent des servitudes dont pouvaient se prévaloir les bâtiments et établirent deux classes : les Iura praediorum rusticorum et les Iura praediorum urbanorum.

## Droit français
En droit positif, la servitude est un service que rend un fonds (= terrain) dit servant à un fonds dit dominant. Il s'agit bien d'un service de fonds à fonds, quels que soient les propriétaires de ces fonds.
La servitude constitue un droit réel (sur une chose) et non un droit de créance (droit de requérir une personne de faire ou ne pas faire une chose).
Les « servitudes personnelles et réelles » (le servage) ont été abolies sur le domaine royal par une ordonnance d'août 1776 de Louis XVI. L'Encyclopédie de Diderot et d'Alembert (article « servitude ») distinguait en effet les « servitudes réelles », qui « assujettissent un héritage à certaines choses envers un autre héritage » des « servitudes personnelles », lesquelles étaient divisées en deux types :
- « celle qui met une personne dans une dépendance servile d'une autre », par exemple le servage ;
- celle, qui est aussi dite mixte, « qui est imposée sur des fonds pour l'usage de quelques personnes, tels que l'usufruit, l'usage et l'habitation […] parce qu'elles sont parties personnelles et parties réelles, étant dues à une personne sur un héritage. »

Les servitudes personnelles du premier type ont été définitivement abolies lors la Nuit du 4 août 1789. Les servitudes réelles se distinguaient quant à elles en servitudes « urbaines », et en « servitudes rurales ou rustiques ». Il y avait en outre, selon les auteurs de l'Encyclopédie, la « servitude réciproque », « lorsque deux personnes ont chacune un droit pareil à exercer l'une sur l'autre, soit sur leur personne ou sur leur héritage. » Saint Augustin parle du devoir conjugal en tant que servitude réciproque :

« Voilà pourquoi « l'épouse n'a point puissance sur son corps, il appartient au mari ; de même celui-ci n'est plus le « maître de son corps, c'est la femme » Première épître aux Corinthiens, I, VII, 4-6]. Donc, en dehors même de la génération, les faiblesses et l'incontinence imposent aux époux cette servitude réciproque, comme préservatif contre une honteuse corruption inspirée par le démon et nourrie par l'incontinence soit de l'un des époux, soit des deux ensemble. Le devoir conjugal, quand il a pour but la génération, n'est point une faute ; accompli uniquement pour satisfaire la concupiscence, mais entre époux, en gardant la fidélité conjugale et dans la mesure du devoir, il n'excède pas le péché véniel ; tandis que l'adultère et la fornication sont toujours péchés mortels. D'où il suit que la continence absolue est bien plus parfaite que le devoir conjugal, même quand il n'a pour but que la génération. »

Il y a des servitudes légales et des servitudes « établies par le fait de l'homme ».
Seules les servitudes à la fois continues et apparentes peuvent être établies par la prescription acquisitive. Le passage d’une canalisation ou d’un épandage de fosse septique, par exemple, ne peut donc être acquis que par convention de droit privé ou pour un passage sur un sol public par décision de l'autorité compétente.
Quelques exemples de servitudes :
- Servitude de passage : il s'agit de l'autorisation d'accès à un fonds par un autre fonds.

Exemple : lorsqu'une maison est enclavée (entourée de propriétés privées, sans aucun accès à un chemin public), par exemple, la servitude de passage oblige un propriétaire à accepter que son voisin (dont le terrain est enclavé) bénéficie d'un droit de passage sur son terrain afin de rejoindre les voies. L'Encyclopédie l'oppose à la « servitude continue », « dont l'usage est continuel, comme des vues subsistantes sur l'héritage voisin, à la différence des servitudes dont on n'use que de temps à autre, comme un droit de passage. »
- Servitude de l'usage : voir par exemple Forêt usagère. L'Encyclopédie de Diderot et d'Alembert distingue ainsi :
  - la « servitude de bois (coutume du Béarn), droit en Béarn de prendre et de couper du bois dans une forêt avec le talh et le dalh » ;
  - la « servitude de dent, c'est le droit de faire paître son troupeau » ;
  - la « servitude de jasilha, c'est le droit de le faire coucher sur une terre pendant deux nuits pour le faire reposer » ;
  - la « servitude de pexe, c'est le droit de le faire paître » ;
- Servitude de vue : Le code civil instaure des distances minimales en deçà desquelles aucune vue ne peut être faite sur le fonds voisin. Ces distances sont de 19 dm en vue droite et 6 dm pour les vues obliques. La servitude de vue consiste pour le propriétaire du fonds servant à accorder au fonds voisin dominant le droit de placer des ouvertures considérées comme vue à une distance moindre. On notera que les ouvertures placées dans un mur mitoyen ne constituent pas une servitude de vue mais des « jours de souffrances » ;
- Servitude d'écoulement : droit de laisser s'écouler les eaux naturellement sur le fonds[4] (« servitude naturelle » ou « nécessaire », selon Diderot et d'Alembert) ;
- Servitude de puisage : autorisation d'accès à un fonds au propriétaire du fonds voisin, pour user d'un puits, d'une fontaine, d'un robinet… Une servitude de puisage entraîne de droit une servitude de passage, laquelle ne peut être refusée par le propriétaire du fonds servant ;
- Servitude de tour d'échelle : qui permet d'avoir un droit de passage temporaire chez son voisin pour réaliser ses propres travaux.

## Droit québécois
En droit québécois, les articles 1177 à 1194 du Code civil du Québec énoncent les règles sur les servitudes. La servitude est notamment définie à l'article 1177 du Code civil du Québec :

« La servitude est une charge imposée sur un immeuble, le fonds servant, en faveur d’un autre immeuble, le fonds dominant, et qui appartient à un propriétaire différent.
Cette charge oblige le propriétaire du fonds servant à supporter, de la part du propriétaire du fonds dominant, certains actes d’usage ou à s’abstenir lui-même d’exercer certains droits inhérents à la propriété.
La servitude s’étend à tout ce qui est nécessaire à son exercice. »

## Droit suisse
En droit suisse, le titre XXIème du Code civil fixe les règles des servitude. L'art. 730 CC la définit comme suit :

« 1 La servitude est une charge imposée sur un immeuble en faveur d’un autre immeuble et qui oblige le propriétaire du fonds servant à souffrir, de la part du propriétaire du fonds dominant, certains actes d’usage, ou à s’abstenir lui-même d’exercer certains droits inhérents à la propriété.

2 Une obligation de faire ne peut être rattachée qu’accessoirement à une servitude. Cette obligation ne lie l’acquéreur du fonds dominant ou du fonds servant que si elle résulte d’une inscription au registre foncier. »